# Humberto Gessinger
Pour les articles homonymes, voir Gessinger.
Humberto Gessinger, né à Porto Alegre le 24 décembre 1963, est un chanteur et compositeur bassiste, pianiste, harmoniciste, guitariste, accordéoniste et écrivain brésilien. 

## Biographie
Humberto Gessinger est d'origine européenne. Il est le fils d'Aloysio Gessinger et de Cacilda Gessinger. Il est marié à Adriane Sister et a une fille, nommée Clara Gessinger[réf. nécessaire].
Il a été le créateur du groupe Engenheiros do Hawaii en 1985. Il est resté au sein de ce groupe jusqu'en 2008, année de sa dissolution. Il a participé également à d'autres projets, et a été jusqu'à lancer sa carrière solo en 2013.

## Discographie

### Engenheiros do Hawaii
- 1986 - Longe Demais das Capitais[2] (BMG)
- 1987 - A Revolta dos Dândis[3] (BMG)
- 1988 - Ouça o que Eu Digo, Não Ouça Ninguém (BMG)
- 1989 - Alívio Imediato[4] (BMG)
- 1990 - O Papa é Pop[5] (BMG)
- 1991 - Várias Variáveis (BMG)
- 1992 - Gessinger, Licks & Maltz (BMG)
- 1993 - Filmes de Guerra, Canções de Amor (BMG)
- 1995 - Simples de Coração (BMG)
- 1997 - Minuano (BMG)
- 1999 - ¡Tchau Radar![6] (Universal Music)
- 2000 - 10.000 Destinos (Universal Music)
- 2001 - 10.001 Destinos (Universal Music)
- 2002 - Surfando Karmas & Dna (Universal Music)
- 2003 - Dançando no Campo Minado (Universal Music)
- 2004 - Acústico MTV (Universal Music)
- 2007 - Novos Horizontes (Universal Music)

### Humberto Gessinger Trio
- 1996 - Humberto Gessinger Trio (BMG)

### Pouca Vogal(Humberto Gessinger &Duca Leindecker)
- 2008 - Pouca Vogal: Gessinger + Leindecker (Independente)
- 2009 - Ao Vivo Em Porto Alegre (Independente / Som Livre)

### Solo
- 2013 - Insular (STR Música)
- 2014 - Insular ao vivo (STR Música/Coqueiro Verde Records)
- 2016 - Louco Pra Ficar Legal (Deckdisc)
- 2017 - Desde Aquela Noite (Deckdisc)
- 2018 - Ao Vivo Pra Caramba - A Revolta dos Dândis: 30 Anos (Deckdisc)
- 2018 - Canções de Amor, Filmes de Guerra (Independente)
- 2019 - Não Vejo A Hora (Deckdisc)